# Västtyskland i olympiska sommarspelen 1988
Västtyskland deltog i de olympiska sommarspelen 1988 med en trupp bestående av 347 deltagare, och totalt tog landet 40 medaljer.

## Boxning
Lätt tungvikt
- Markus Bott
  - Första omgången — Besegrade René Suetovius (GDR), RSC-3
  - Andra omgången — Förlorade mot Nuramgomed Shanavazov (URS), 0:5

Supertungvikt
- Andreas Schnieders
  - Första omgången — Besegrade Tsibalabala Kadima (ZAI), RSC-2
  - Andra omgången — Besegrade Ubola Ovvigbo (NGA), 5:0
  - Kvartsfinal — Förlorade mot Janusz Zarenkiewicz (POL), 2:3

## Bågskytte
Damernas individuella
- Claudia Kriz – Kvartsfinal (→ 6:e plats)
- Christa Oeckl – Inledande omgång (→ 25:e plats)
- Doris Haas – Inledande omgång (→ 32:e plats)

Herrarnas individuella
- Detlef Kahlert – Åttondelsfinal (→ 12:e plats)
- Manfred Barth – Inledande omgång (→ 54:e plats)
- B. Schulkowski – Inledande omgång (→ 59:e plats)

Damernas lagtävling
- Kriz, Oeckl och Haas – Kvartsfinal (→ 6:e plats)

Herrarnas lagtävling
- Kahlert, Barth och Schulkowski – Inledande omgång (→ 18:e plats)

## Cykling
Herrarnas linjelopp
- Bernd Gröne — 4:32:25 (→ Silver)
- Christian Henn — 4:32:46 (→ Brons)
- Remig Stumpf — 4:32:56 (→ 14:e plats)

Damernas linjelopp
- Jutta Niehaus — 2:00:52 (→  Silver)
- Ines Varenkamp — 2:00:52 (→ 12:e plats)

## Fotboll
Gruppspel
| Rank | Lag          | Spelade | Vinster | Oavgjorda | Förluster | Gjorda mål | Insläppta mål | Poäng |  | Sverige | Västtyskland | Tunisien | Kina |
| ---- | ------------ | ------- | ------- | --------- | --------- | ---------- | ------------- | ----- |  | ------- | ------------ | -------- | ---- |
| 1.   | Sverige      | 3       | 2       | 1         | 0         | 6          | 3             | 5     |  | X       | 2:1          | 2:2      | 2:0  |
| 2.   | Västtyskland | 3       | 2       | 0         | 1         | 8          | 3             | 4     |  | 1:2     | X            | 4:1      | 3:0  |
| 3.   | Tunisien     | 3       | 0       | 2         | 1         | 3          | 6             | 2     |  | 2:2     | 1:4          | X        | 0:0  |
| 4.   | Kina         | 3       | 0       | 1         | 2         | 0          | 5             | 1     |  | 0:2     | 0:3          | 0:0      | X    |

Slutspel
|  | Kvartsfinal            | Kvartsfinal                 |                             |       | Semifinal            | Semifinal            |   |  | Final | Final |
|  |                        |                             |                             |       |                      |                      |   |  |       |       |
|  | September 25 - Daegu   |                             |                             |       |                      |                      |   |  |       |       |
|  |                        |                             |                             |       |                      |                      |   |  |       |       |
|  | Sverige                | 1                           |                             |       |                      |                      |   |  |       |       |
|  | Sverige                | 1                           | September 27 - Busan        |       |                      |                      |   |  |       |       |
|  | Italien (förlängning)  | 2                           |                             |       |                      |                      |   |  |       |       |
|  | Italien (förlängning)  | 2                           | Italien                     | 2     |                      |                      |   |  |       |       |
|  | September 25 - Busan   |                             | Italien                     | 2     |                      |                      |   |  |       |       |
|  |                        | Sovjetunionen (förlängning) | 3                           |       |                      |                      |   |  |       |       |
|  | Sovjetunionen          | Sovjetunionen (förlängning) | 3                           | 3     |                      |                      |   |  |       |       |
|  | Sovjetunionen          |                             | October 1 - Seoul           | 3     |                      |                      |   |  |       |       |
|  | Australien             | 0                           |                             |       |                      |                      |   |  |       |       |
|  | Australien             | 0                           | Sovjetunionen (förlängning) | 2     |                      |                      |   |  |       |       |
|  | September 25 - Gwangju |                             | Sovjetunionen (förlängning) | 2     |                      |                      |   |  |       |       |
|  |                        | Brasilien                   | 1                           |       |                      |                      |   |  |       |       |
|  | Zambia                 | Brasilien                   | 1                           | 0     |                      |                      |   |  |       |       |
|  | Zambia                 | September 27 - Seoul        |                             | 0     |                      |                      |   |  |       |       |
|  | Västtyskland           | 4                           |                             |       |                      |                      |   |  |       |       |
|  | Västtyskland           | 4                           | Västtyskland                | 1 (2) | Bronsmatch           | Bronsmatch           |   |  |       |       |
|  | September 25 - Seoul   |                             | Västtyskland                | 1 (2) | Bronsmatch           | Bronsmatch           |   |  |       |       |
|  |                        | Brasilien                   | 1 (3)                       |       | September 30 - Seoul | September 30 - Seoul |   |  |       |       |
|  | Brasilien              | Brasilien                   | 1 (3)                       | 1     | September 30 - Seoul | September 30 - Seoul |   |  |       |       |
|  | Brasilien              |                             |                             |       |                      | Italien              | 0 |  |       |       |
|  | Argentina              | 0                           |                             |       |                      | Italien              | 0 |  |       |       |
|  | Argentina              | 0                           | Västtyskland                | 3     |                      |                      |   |  |       |       |
|  |                        |                             | Västtyskland                | 3     |                      |                      |   |  |       |       |

## Friidrott
Herrarnas 5 000 meter
- Dieter Baumann
  - Första omgången — 13:58,58
  - Semifinal — 13:22,71
  - Final — 13:15,52 (→  Silver)

Herrarnas maraton
- Ralf Salzmann
  - Final — 2:16,54 (→ 23:e plats)

Herrarnas 4 x 100 meter stafett
- Christian Haas, Fritz Heer, Peter Klein och Dirk Schweisfurth
  - Heat — 39,01
  - Semifinal — 38,75
  - Final — 38,55 (→ 6:e plats)

Herrarnas 4 x 400 meter stafett
- Bodo Kühn, Mark Henrich, Jörg Vaihinger och Ralf Lübke
  - Heat — 3:03,90
- Norbert Dobeleit, Mark Henrich, Jörg Vaihinger och Ralf Lübke
  - Semifinal — 3:00,66
- Norbert Dobeleit, Edgar Itt, Jörg Vaihinger och Ralf Lübke
  - Final — 3:00,56 (→  Brons)

Herrarnas 3 000 meter hinder
- Jens Volkmann
  - Heat — 8:36,37
  - Semifinal — 8:25,19 (→ gick inte vidare)

Herrarnas spjutkastning
- Klaus Tafelmeier
  - Kval — 80,52m
  - Final — 82,72m (→ 4:e plats)

Herrarnas diskuskastning
- Rolf Danneberg
  - Kval – 65,70m
  - Final – 67,38m (→  Brons)
- Alois Hannecker
  - Kval – 61.44m
  - Final – 64,94m (→ 8:e plats)
- Wulf Brunner
  - Kval – 57,50m (→ gick inte vidare)

Herrarnas släggkastning
- Heinz Weis
  - Kval — 77,24m
  - Final — 79,16m (→ 5:e plats)
- Christoph Sahner
  - Kval — 75,84m (→ gick inte vidare)

Damernas 4 x 400 meter stafett
- Helga Arendt, Michaela Schabinger, Gisela Kinzel och Gudrun Abt
  - Heat — 3:27,75
- Ute Thimm, Helga Arendt, Andrea Thomas och Gudrun Abt
  - Final — 3:22,49 (→ 4:e plats)

Damernas maraton
- Kerstin Preßler
  - Final — 2"34,26 (→ 21:a plats)
- Gabriela Wolf
  - Final — 2"35,11 (→ 27:e plats)

Damernas spjutkastning
- Ingrid Thyssen
  - Kval – 63,32m
  - Final – 60,76m (→ 8:e plats)
- Beate Peters
  - Kval – 60,20m (→ gick inte vidare)

Damernas kulstötning
- Claudia Losch
  - Kval – 20,39m
  - Final – 20,27m (→ 5:e plats)
- Iris Plotzitzka
  - Kval – 19,06m (→ gick inte vidare)

Damernas sjukamp
- Sabine Braun
  - Slutligt resultat — 6109 poäng (→ 14:e plats)
- Sabine Everts
  - Slutligt resultat — 2513 poäng (→ 27:e plats)

## Fäktning
Herrarnas florett
- Ulrich Schreck
- Matthias Gey
- Matthias Behr

Herrarnas florett, lag
- Matthias Gey, Thorsten Weidner, Matthias Behr, Ulrich Schreck, Thomas Endres

Herrarnas värja
- Arnd Schmitt
- Alexander Pusch
- Thomas Gerull

Herrarnas värja, lag
- Elmar Borrmann, Volker Fischer, Thomas Gerull, Alexander Pusch, Arnd Schmitt

Herrarnas sabel
- Felix Becker
- Jürgen Nolte
- Stephan Thönnessen

Herrarnas sabel, lag
- Felix Becker, Jörg Kempenich, Jürgen Nolte, Dieter Schneider, Stephan Thönnessen

Damernas florett
- Anja Fichtel-Mauritz
- Sabine Bau
- Zita-Eva Funkenhauser

Damernas florett, lag
- Anja Fichtel-Mauritz, Zita-Eva Funkenhauser, Christiane Weber, Sabine Bau, Annette Klug

## Landhockey
Herrar
Gruppspel
| Lag            | Spelade | W | D | L | GF | GA | Poäng |
| -------------- | ------- | - | - | - | -- | -- | ----- |
| Västtyskland   | 5       | 4 | 1 | 0 | 13 | 3  | 9     |
| Storbritannien | 5       | 3 | 1 | 1 | 12 | 5  | 7     |
| Indien         | 5       | 2 | 1 | 2 | 9  | 7  | 5     |
| Sovjetunionen  | 5       | 2 | 1 | 2 | 5  | 10 | 5     |
| Sydkorea       | 5       | 0 | 2 | 3 | 5  | 10 | 2     |
| Kanada         | 5       | 0 | 2 | 3 | 3  | 12 | 2     |

Slutspel
|  | Semifinal         | Semifinal         |   |                | Final          | Final |  |
|  |                   |                   |   |                |                |       |  |
|  | 28 september 1988 |                   |   |                |                |       |  |
|  | Västtyskland      | 2                 |   |                |                |       |  |
|  | Nederländerna     | 1                 |   |                |                |       |  |
|  |                   |                   |   |                |                |       |  |
|  |                   |                   |   |                | 1 oktober 1988 |       |  |
|  |                   |                   |   |                | Västtyskland   | 1     |  |
|  |                   | Storbritannien    | 3 |                |                |       |  |
|  |                   |                   |   |                |                |       |  |
|  |                   |                   |   |                |                |       |  |
|  |                   |                   |   |                | Bronsmatch     |       |  |
|  | 28 september 1988 | 28 september 1988 |   | 1 oktober 1988 | 1 oktober 1988 |       |  |
|  | Australien        | 2                 |   | Australien     | 1              |       |  |
|  | Storbritannien    | 3                 |   |                | Nederländerna  | 3     |  |

Damer
Gruppspel
| Lag          | Spelade | W | D | L | GF | GA | Poäng |
| ------------ | ------- | - | - | - | -- | -- | ----- |
| Sydkorea     | 3       | 2 | 1 | 0 | 12 | 7  | 5     |
| Australien   | 3       | 1 | 2 | 0 | 7  | 6  | 4     |
| Västtyskland | 3       | 1 | 0 | 2 | 3  | 6  | 2     |
| Kanada       | 3       | 0 | 1 | 2 | 3  | 6  | 1     |

## Modern femkamp
Individuella tävlingen
- Marcus Marsollek – 4964 poäng (→ 24:e plats)
- Michael Zimmermann – 4782 poäng (→ 41:a plats)
- Dirk Knappheide – 4765 poäng (→ 42:a plats)

Lagtävlingen
- Marsollek, Zimmermann och Knappheide – 14511 poäng (→ 10:e plats)

## Tennis
Herrsingel
- Carl-Uwe Steeb
  1. Första omgången — Besegrade Alexander Volkov (Sovjetunionen) 7-5 6-4 6-3
  2. Andra omgången — Besegrade Wally Masur (Australien) 6-3 5-7 6-3 1-6 7-5
  3. Tredje omgången — Besegrade Anders Järryd (Sverige) 2-6 7-5 6-3 7-5
  4. Kvartsfinal — Förlorade mot Tim Mayotte (USA) 6-7 5-7 3-6
- Eric Jelen
  1. Första omgången — Förlorade mot Miloslav Mečíř (Tjeckoslovakien) 7-5 1-6 2-6 6-7

Damsingel
- Steffi Graf →  Guld
  1. Första omgången – Bye
  2. Andra omgången – Besegrade Leila Meschi (Sovjetunionen) 7-5 6-1
  3. Tredje omgången – Besegrade Catherine Suire (Frankrike) 6-3 6-0
  4. Kvartsfinal – Besegrade Larisa Neiland (Sovjetunionen) 6-2 4-6 6-3
  5. Semifinal – Besegrade Zina Garrison (USA) 6-2 6-0
  6. Final – Defeated Gabriela Sabatini (Argentina) 6-3 6-3
- Sylvia Hanika
  1. Första omgången – Bye
  2. Andra omgången – Besegrade Julia Muir (Zimbabwe) 6-1 6-1
  3. Tredje omgången – Förlorade mot Gabriela Sabatini (Argentina) 6-1 4-6 2-6
- Claudia Kohde-Kilsch
  1. Första omgången – Bye
  2. Andra omgången – Förlorade mot Raffaella Reggi (Italien) 6-4 6-7 3-6